# Хван Бон Гён
Хван Бон Гён (кор. 황봉경) — южнокорейский кёрлингист и тренер по кёрлингу.
Как тренер женской сборной Республики Корея участник чемпионата мира среди женщин 2019.

## Результаты как тренера национальных сборных
| Год  | Турнир                                       | Команда                    | Место |
| ---- | -------------------------------------------- | -------------------------- | ----- |
| 2019 | Чемпионат мира по кёрлингу среди женщин 2019 | Республика Корея (женщины) | 3     |